# Europese Remote-Sensing Satellieten

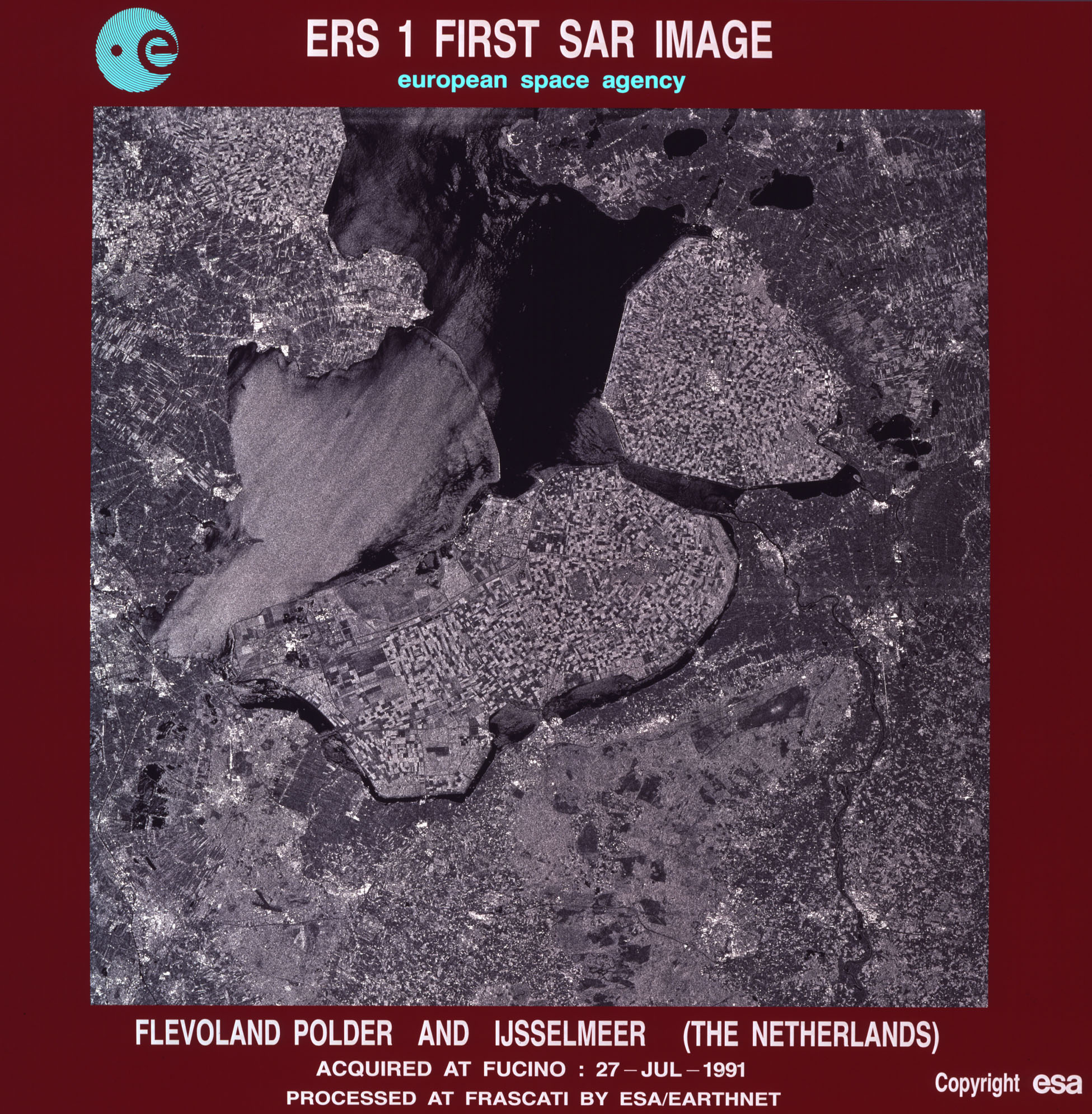
Eerste beeld van ERS-1 op 27 juli 1991 en toont de Flevopolder en het IJsselmeer.

De Europese Remote Sensing Satellieten of ERS (Engels: European Remote-Sensing Satellites) zijn twee observatiesatellieten van Europese ruimtevaartorganisatie ESA. Ze werden vooral voor onderzoek van weer, klimaat en milieu gebruikt.

## ERS-1
De eerste (ERS-1) werd op 17 juli 1991 gelanceerd en was de eerste observatiesatelliet van de ESA. ERS-1 is sinds 10 maart 2000 niet meer operationeel.

## ERS-2
De tweede satelliet, ERS-2, werd op 21 april 1995 gelanceerd en was uitgerust met het ozoninstrument GOME (Global Ozone Monitoring Experiment) waarmee de dikte van de ozonlaag met grote nauwkeurigheid werd gemeten. Beide satellieten waren uitgerust met radarsystemen die ook 's nachts en door de wolken heen opnamen konden maken van land en zee. Zo werden wind, zeehoogten, zeestromingen, golfpatronen, zee-ijs en ijskappen zichtbaar gemaakt en werd ook de zeewatertemperatuur gemeten. De missie eindigde officieel op 5 september 2011.

### Terugkeer ERS-2
Voordat de missie van ERS-2 werd beëindigd begon ESA al in juli en augustus 2011 met de voorbereiding voor het afvoeren van de satelliet. In totaal werden 66 manoeuvres uitgevoerd waarbij de resterende brandstof werd gebruikt en de baan van de satelliet werd verlaagd van 785 km naar 573 km om het risico op botsingen met andere satellieten of ruimteschroot te verminderen en om ervoor te zorgen dat de baan van de satelliet snel genoeg zou verlagen om binnen 15 jaar opnieuw de atmosfeer van de aarde binnen te dringen.  ERS-2 kwam op 21 februari 2024 om 18:17 CET opnieuw de atmosfeer van de aarde binnen tussen Alaska en Hawai en verbrandde op een hoogte van ongeveer 80 km.

## Doorontwikkeling
In 2002 is zijn opvolger, de Europese milieusatelliet Envisat gelanceerd. De Envisat heeft tien instrumenten aan boord, waaronder Sciamachy, waarmee de luchtkwaliteit wordt gemeten. De satelliet brengt nauwkeurig in kaart waar bepaalde broeikasgassen zitten. Dat is nodig voor controle op de naleving van het Kyoto-protocol dat landen ertoe verplicht de uitstoot van broeikasgassen terug te dringen. Sciamachy wordt in 2004 aangevuld met het Ozone Monitoring Instrument (OMI), een samenwerkingsproject tussen Finland en Nederland. OMI krijgt een plek op een Amerikaanse satelliet.